# Poros (Mythologie)
Poros (altgriechisch Πόρος Póros, deutsch ‚Ausweg‘, lateinisch Porus) ist in der Griechischen Mythologie die Verkörperung der Findigkeit, der Fähigkeit, in jeder Situation einen Ausweg zu finden, und damit auch Verkörperung des Reichtums.
Poros wird bereits in einer älteren Dichtung des spartanischen Dichters Alkman (7. Jahrhundert v. Chr.) erwähnt, das auf einem Papyrusfragment erhalten ist. Die dortige Passage lautet: „Das Schicksal [aisa] und die Betriebsamkeit [poros], die lobwürdigsten der Götter, bewältigen alles; Stärke hilft dagegen nichts.“
In Platons Symposion ist Poros die Personifikation der Fülle und der Findigkeit. Er ist der Sohn der Metis (d. i. des Scharfsinns) und wird von Penia, der Personifikation der Armut, verführt, als er an Aphrodites Geburtstag zu viel Nektar getrunken hatte, und wurde damit Vater des Eros. Damit verkörpert Poros für Platon den Aspekt der Findigkeit und Verschlagenheit im Begehren.
In der christlichen Allegorie erscheint Poros als Sinnbild des Menschen.